# Heimkehr (1928)
Heimkehr ist ein deutsches Filmdrama von 1928 nach der Novelle Karl und Anna von Leonhard Frank.

## Handlung
Gegen Ende des Ersten Weltkrieges: die beiden Kriegsgefangenen Karl und Richard befinden sich seit fast vier Jahren in der Weite der sibirischen Steppe, um dort Markierungsgräben auszustechen. Einmal pro Monat marschieren sie ins Gefangenenlager, um sich mit Vorräten einzudecken. Die meiste Zeit sind sie somit alleine. Sie werden gute Freunde und Richard erzählt dem unverheirateten Karl im Laufe der Zeit alles über seine geliebten Frau Anna.
Sie entschließen sich zur Flucht. Als Richard schwächelt macht sich Karl auf die Suche nach Verpflegung. Bei seiner Rückkehr sieht er, dass Richard entdeckt wurde und setzt die Flucht alleine fort.
Sie gelingt ihm und er steht eines Tages vor Annas Haustür. Er stellt sich vor und erfährt, dass Richard noch nicht heimgekehrt ist. Als er sich aufmacht eine Bleibe zu suchen, bietet ihm Anna einen Platz in der Nebenkammer.  Im Laufe der Zeit entwickelt sich eine Freundschaft.
Nach einer Amnestie kehrt Richard zurück. Während Karl mit Anna unterwegs ist, betritt der Heimkehrende die leere Wohnung. Als sie zurückkommen wandelt sich deren freundschaftliches Verhältnis in eine Beziehung. Beim Küssen kommt Richard aus dem Nebenzimmer und zieht seine Schlüsse.
In der späteren Nacht kommt Richard zu Anna ist bereit ihr zu vergeben, doch erkennt er, dass er sie verloren hat. Zurück in der Nebenkammer, in der Karl scheinbar schläft, zieht er seinen Mantel an und bemerkt seine Pistole. Vor den Scherben seiner Beziehung stehend erwägt er ihn zu erschießen.
Als dieser am nächsten Morgen aufwacht ist Richard samt seiner Seekiste fort. Karl findet ihn auf einem Schiff, schafft es aber nicht ihn zur Rückkehr zu bewegen.

## Hintergrund
Produktionsfirma war die Universum-Film AG (UFA) (Berlin), der Erstverleih lag bei der Universum-Film Verleih GmbH (Ufa) Berlin. Die Aufnahmeleitung übernahm Arthur Hoffmann, das Szenenbild wurde von Julius von Borsody und Artur Schwarz angefertigt., beraten dabei wurden sie von Alexander Arnstam. Die Dreharbeiten fanden von Februar 1928 bis Mai 1928 unter anderem im Hamburger Hafen statt. 
Laut Filmportal.de wurde der Film in einer Länge von sechs Akten auf 3.006 Metern der Zensur am 23. Mai 1928 vorgelegt und erhielt dabei ein Jugendverbot (Nr. 19076). Bei einer neuerlichen Prüfung am 10. August 1928 soll der Film dann zehn Akte auf 3.101 Metern, ca. 123 Minuten. gehabt haben und ebenfalls mit einem Jugendverbot belegt worden sein (Nr. 19718). Das ist eher unwahrscheinlich, da Zensur normalerweise eine Kürzung, keine Verlängerung beinhaltet. Es scheint sich um einen Zahlendreher beim filmportal.de zu handeln.
Die Uraufführung fand am 29. August 1928 im Gloria-Palast Berlin statt.

## Verfügbarkeit
Der Film ist erhalten und in einer knapp 115-minütigen Fassung als Videostream beim Filmportal.de zu sehen.